# Gunther (wrestler)
Walter Hahn, meglio conosciuto con il ring name Gunther (Vienna, 20 agosto 1987), è un wrestler austriaco sotto contratto con la WWE.
Ha detenuto due volte il World Heavyweight Championship e una volta l'Intercontinental Championship, con un regno record di 666 giorni, che è il più lungo nella storia del titolo, e parimenti il suo regno con l'NXT United Kingdom Championship, durato 870 giorni. Ha inoltre vinto l'edizione 2024 del King of the Ring.

## Carriera

### Circuito indipendente (2007–2019)
Ha debuttato nella Evolve all'evento Evolve 90 l'11 agosto 2017 a Joppa (Maryland), difendendo il Progress Atlas Championship contro Fred Yehi.
Walter ha sfidato senza successo per il WWN Championship la notte successiva ad Evolve 91 a New York in un Fatal 4-Way match Matt Riddle, Keith Lee e Tracy Williams. Walter ha poi affrontato Lee il 9 dicembre 2017 per il WWN Championship ma è stato sconfitto.
Walter ha fatto il suo debutto nella Pro Wrestling Guerrilla partecipando al torneo Battle of Los Angeles 2017, dove è stato eliminato dal finalista Keith Lee. Ha poi perso contro Ricochet a All Star Weekend 13 - Night One. Il giorno dopo, Walter ha ottenuto la sua prima vittoria in PWG sconfiggendo Zack Sabre Jr.
Nel gennaio 2018, Walter e Timothy Thatcher hanno sfidato senza successo i PWG World Tag Team Champions, i Chosen Bros (Jeff Cobb e Matt Riddle). Il 21 aprile 2018, Walter ha vinto il PWG World Championship sconfiggendo il campione Keith Lee e Johan Rock. Il 19 ottobre, tuttavia, Walter ha perso il titolo contro Jeff Cobb.

### WWE (2019–presente)

#### NXT UKeNXT(2019–2022)
Il 26 novembre 2018 fu annunciata la sua firma con la WWE e fece la sua prima apparizione il 12 gennaio 2019, a NXT UK TakeOver: Blackpool al termine del match titolato fra il WWE United Kingdom Champion Pete Dunne e Joe Coffey vinto dal primo. Il 5 aprile, a NXT TakeOver: New York, Walter sconfisse poi Dunne conquistando così il WWE United Kingdom Championship per la prima volta. Nella puntata di NXT UK del 22 maggio Walter difese con successo il titolo appena vinto nella rivincita contro Dunne. Nella puntata di NXT UK del 26 giugno Walter mantenne la cintura contro Travis Banks. Il 31 agosto, a NXT UK TakeOver: Cardiff, Walter difese il titolo contro Tyler Bate. Nella puntata di SmackDown dell'8 novembre l'Imperium (la stable formata da Walter assieme a Alexander Wolfe, Fabian Aichner e Marcel Barthel) fece un'apparizione nel roster principale attaccando gli Heavy Machinery. Nella puntata di Raw dell'11 novembre Walter venne sconfitto da Seth Rollins per squalifica a causa dell'intervento dell'Imperium contro lo stesso Rollins; più tardi, inoltre, l'Imperium venne sconfitto da Kevin Owens, Seth Rollins e gli Street Profits. Il 24 novembre, a Survivor Series, Walter partecipò al tradizionale 5-on-5-on-5 Survivor Series Elimination match contro il Team SmackDown e il Team Raw ma venne eliminato da Drew McIntyre. Il 12 gennaio 2020, a NXT UK TakeOver: Blackpool II, Walter mantenne il titolo contro Joe Coffey. Nella puntata di NXT UK del 29 ottobre Walter difese con successo il titolo contro Il'ja Dragunov. Nella puntata di NXT UK del 14 gennaio 2021 Walter difese con successo il titolo contro A-Kid. Il 22 agosto, a NXT TakeOver: 36, Walter perse il titolo contro Il'ja Dragunov dopo un lungo regno durato 870 giorni. Walter combatté il suo ultimo match ad NXT UK sconfiggendo Nathan Frazer il 13 gennaio 2022.
Nella puntata speciale NXT New Year's Evil del 4 gennaio l'Imperium venne sconfitto dagli MSK e Riddle. Nella puntata di NXT UK del 6 gennaio Walter annunciò il suo definitivo ed ufficiale passaggio al roster di NXT. Walter combatté il suo primo match singolo ad NXT 2.0 il 18 gennaio sconfiggendo Roderick Strong; al termine dell'incontro, annunciò di aver cambiato ring name in Gunther. Il 2 aprile, a NXT Stand & Deliver, Gunther trionfò su LA Knight. Nella puntata di NXT 2.0 del 5 aprile Gunther affrontò Bron Breakker per l'NXT Championship ma venne sconfitto.

#### Intercontinental Champion (2022–2024)
Debuttò a SmackDown l'8 aprile, insieme a Ludwig Kaiser, sconfiggendo facilmente il jobber Joe Alonzo. Nella puntata di SmackDown del 10 giugno Gunther sconfisse Ricochet conquistando così l'Intercontinental Championship, il suo primo titolo nel main roster. Dopo aver difeso il titolo contro una lunga serie di avversari (tra cui Rey Mysterio e Shinsuke Nakamura) ebbe una rivalità con Sheamus, che riuscì a sconfiggere il 3 settembre a Clash at the Castle e nella puntata di SmackDown del 7 ottobre (grazie all'aiuto di Giovanni Vinci e Ludwig Kaiser) riuscendo in entrambi i casi a mantenere il titolo. L'8 ottobre, ad Extreme Rules, l'Imperium venne sconfitto dai Brawling Brutes in un good old fashioned donnybrook match.
Dopo aver difeso il titolo contro Braun Strowman il 13 gennaio, il 28 gennaio a Royal Rumble, partecipò all'incontro omonimo entrando col numero 1 ma venne eliminato per ultimo da Cody Rhodes, stabilendo tuttavia un nuovo record di permanenza. Conservò la cintura anche contro Madcap Moss il 17 febbraio a SmackDown, e il 2 aprile, a WrestleMania 39, prevalse su Drew McIntyre e Sheamus in un triple threat match mantenendo il titolo intercontinentale.
Il 28 aprile 2023 per effetto del Draft, l'Imperium passò al roster di Raw.
Il 27 maggio a Night of Champions, mantenne il titolo contro Mustafa Ali. Il 12 giugno, a Raw, Gunther e Ludwig Kaiser affrontarono Kevin Owens e Sami Zayn per l'Undisputed WWE Tag Team Championship ma, grazie anche all'intervento di Matt Riddle, vennero sconfitti. Il 1º luglio, a Money in the Bank, mantenne la cintura contro Riddle. Il 5 agosto, a SummerSlam, prevalse anche su Drew McIntyre mantenendo il titolo. Nella puntata di Raw del 21 agosto venne sconfitto da Chad Gable per count out senza tuttavia perdere il titolo, mentre il 4 settembre, nella rivincita, riuscì a batterlo, raggiungendo il record di campione intercontinentale più longevo detenuto da Honky Tonk Man. Il 2 ottobre, a Raw, difese il titolo contro Tommaso Ciampa. Due settimane dopo, sempre a Raw, prevalse anche su Bronson Reed mantenendo la cintura. Il 25 novembre, a Survivor Series WarGames, difese con successo il titolo contro The Miz. Il 18 dicembre a Raw sconfisse nuovamente The Miz in un last chance match per il titolo.
Il 27 gennaio a Royal Rumble, partecipò all'omonimo incontro entrando col numero 18 ma venne eliminato da Cody Rhodes. Due sere dopo, a Raw, difese il titolo contro Kofi Kingston. Nella puntata di Raw del 19 febbraio difese la cintura contro Jey Uso grazie all'intervento di Jimmy Uso.
Il 6 aprile a WrestleMania XL, perse il titolo contro Sami Zayn dopo un lungo regno durato 666 giorni.

#### King of the Ring e World Heavyweight Champion (2024–presente)
Dopo aver perso il WWE Intercontinental Championship, nella puntata di Raw del 22 aprile annunciò la sua partecipazione al King of the Ring. Il 6 maggio a Raw, riuscì ad eliminare negli ottavi di finale Sheamus. La settimana successiva, nei quarti di finale, affrontò e sconfisse Kofi Kingston. Sette giorni più tardi, staccò il pass per la finale dopo aver sconfitto Jey Uso in semifinale. Nella finale del torneo, tenutasi a King & Queen of the Ring, ebbe la meglio anche su Randy Orton, aggiudicandosi il torneo ed ottenendo una possibilità titolata per il World Heavyweight Championship al prossimo SummerSlam.
Nella puntata di Raw del 15 luglio, si tenne un primo confronto faccia a faccia tra Damian Priest e Gunther, con quest'ultimo che ha accusato Priest di non aver elevato la cintura durante il suo regno e di non meritare quell'alloro, con i due che vennero interrotti da Braun Strowman per un match non titolato contro il campione, con la vittoria di Priest. La settimana successiva, ci fu un intenso scontro sul ring tra i due con Priest che ebbe la meglia sua sul ring che, in un secondo momento, nel backstage andando ad attaccare a sorpresa lo sfidante. Il 3 agosto a SummerSlam, riuscì a sconfiggere Damian Priest, grazie all'aiuto di Finn Bálor che tradì Priest, vincendo così il World Heavyweight Championship.
La sua prima difesa titolata avvenne a Bash in Berlin, accettando la sfida di Randy Orton, visto che nella finale del King of the Ring la sua spalla non era completamente sul tappeto quando l'arbitro ha contato lo schienamento decisivo. All'evento riuscì a mantenere il titolo con i due che si stringono la mano in segno di rispetto dopo l'incontro. Nella puntata di Raw del 7 ottobre difese la sua cintura da Sami Zayn. 
A Crown Jewel, perse contro Cody Rhodes un match valido per il WWE Crown Jewel Championship. A Survivor Series: WarGames è tornato alla vittoria difendendo il suo titolo nella rivincita contro Damian Priest. Difende il suo titolo anche in due edizioni di Saturday Night's Main Event: Il 14 dicembre contro Damian Priest e Finn Bálor e il 25 gennaio contro Jey Uso. Proprio Jey vince la Royal Rumble e scelse Gunther come campione da sfidare a WrestleMania 41. In quel evento Gunther perse il titolo contro Jey il quale lo fa cedere con la sleeper hold, terminando il suo regno di 259 giorni.
Dopo aver perso il titolo, l'austriaco attacca i telecronisti Michael Cole e Pat McAfee, con quest'ultimo che viene sconfitto a Backlash. Nella puntata del 9 giugno di Raw, nella rivincita contro Jey, Gunther tornò campione sconfiggendo il rivale utilizzando anche lui la sleeper hold.

## Vita privata
Il 12 novembre 2021, rivelò la relazione con la collega Jinny. Si sono sposati a Londra nell'aprile del 2023. Il 27 dicembre 2023, diventa padre di un bambino.

## Personaggio

### Mosse finali
- Soldier's Rest (Rear naked choke)
- Symphonie des Schmerzes (Release powerbomb)
- Last Symphonie (Sitout side powerslam) – dal 2022

### Soprannomi
- "Der Bülle aus Wien"[2]
- "Der Ringgeneral"/The Ring General"[2][55]

## Titoli e riconoscimenti
- CBS Sports
  - Match of the Year (2020) - vs. Il'ja Dragunov ad NXT UK
- Defiant Wrestling
  - Defiant Internet Championship (1)
- European Wrestling Promotion
  - EWP Tag Team Championship (1) – con Michael Kovac
- German Stampede Wrestling
  - GSW Tag Team Championship (1) – con Robert Dreïssker
- Over the Top Wrestling
  - OTT Championship (1)
- Progress Wrestling
  - Progress World Championship (1)
  - Progress Atlas Championship (3)
- Pro Wrestling Fighters
  - PWF North-European Championship (1)
- Pro Wrestling Guerrilla
  - PWG World Championship (1)
- Pro Wrestling Illustrated
  - 14º tra i 500 migliori wrestler nella PWI 500 (2019)
  - 9º tra i 500 migliori wrestler nella PWI 500 (2024)[56]
- Westside Xtreme Wrestling
  - wXw Unified World Wrestling Championship (3)
  - wXw World Tag Team Championship (4) – con Il'ja Dragunov (1), Robert Dreïssker (1), Timothy Thatcher (1) e Zack Sabre Jr. (1)
- WWE
  - World Heavyweight Championship (2)[57]
  - NXT United Kingdom Championship (1)[58][59]
  - WWE Intercontinental Championship (1)[60]
  - King of the Ring (edizione 2024)[61]
- Wrestling Observer Newsletter
  - 5.25 Star Match (2021) - vs. Il'ja Dragunov ad NXT TakeOver 36
  - European MVP (2018, 2019, 2020)